# Thermorthemis comorensis
Thermorthemis comorensis is een libellensoort uit de familie van de korenbouten (Libellulidae), onderorde echte libellen (Anisoptera).
De wetenschappelijke naam Thermorthemis comorensis is voor het eerst geldig gepubliceerd in 1958 door Fraser.